# Liste der Kulturdenkmäler in Waldalgesheim
In der Liste der Kulturdenkmäler in Waldalgesheim sind alle Kulturdenkmäler der rheinland-pfälzischen Ortsgemeinde Waldalgesheim einschließlich des Ortsteils Genheim aufgeführt. Grundlage ist die Denkmalliste des Landes Rheinland-Pfalz (Stand: 3. April 2024).

## Denkmalzonen
| Bezeichnung                                                      | Lage | Baujahr | Beschreibung | Bild                           |
| ---------------------------------------------------------------- | --- | ------- | --- | ------------------------------ |
| Denkmalzone Ernst-Esch-Straße, Gartenstraße und Provinzialstraße | Waldalgesheim, Ernst-Esch-Straße 1–11 und 2–10, Gartenstraße 3–17 (ungerade Nummern), Provinzialstraße 26–32 (gerade Nummern) Lage | 1916–20 | Siedlung mit kleinbäuerlichen Hofstellen in barockisierendem und neuklassizistisch geprägtem Heimatstil und zwei dominanten Kopfbauten, 1916–20, Architekten Georg Markwort und Eugen Seibert, Darmstadt; Wegekapelle | Fotos hochladen                |
| Denkmalzone Grube Amalienhöhe                                    | Waldalgesheim, Zum Bergwerk (nordöstlich des Ortes) Lage                                                                           | 1916–20 | auch Grube Dr. Geier; an Vorbildern barocker Schlossarchitektur orientierte, axialsymmetrisch konzipierte Anlage mit Ehrenhof mit „Herberge“ und „Zechenhaus“, Toreinfahrt mit Pavillons, Maschinenhaus, im Werkhof vierteiliges Wasserbecken, Betriebsgebäude, Schachthalle mit Förderturm und Erzsilo, „Saalbau“, 1916–20, Architekten Georg Markwort und Eugen Seibert, Darmstadt; untertägige Anlagen und Hauptstrecken erhalten, darunter der nordwestlich Bingerbrück austretende Rheinstollen (1920); Grubenbahn | weitere Bilder Fotos hochladen |

## Einzeldenkmäler
| Bezeichnung         | Lage                                                                  | Baujahr                | Beschreibung | Bild                           |
| ------------------- | --------------------------------------------------------------------- | ---------------------- | --- | ------------------------------ |
| Spolie              | Waldalgesheim, Hochstraße, an Nr. 16a Lage                            | 1753                   | Volutenstein, bezeichnet 1753 | Fotos hochladen                |
| Brunnen             | Waldalgesheim, Hochstraße, bei Nr. 36 Lage                            | 1890                   | Laufbrunnen, 1890 aufgestellt; Basaltlavaplatten, gusseiserner Trog, bezeichnet 1882, Architekt Hoch, Frankfurt am Main                                                                         | Fotos hochladen                |
| Kirchenausstattung  | Waldalgesheim, Kirchstraße, in Nr. 1 Lage                             | ab dem 18. Jahrhundert | in der Katholischen Pfarrkirche St. Dionysius: vier barocke Heiligenfiguren und Muttergottes, 18. Jahrhundert; Orgel 1870, Jean Ratzmann, Hanau; Christuskopf 1934, Ludwig Cauer, Bad Kreuznach | weitere Bilder Fotos hochladen |
| Evangelische Kirche | Waldalgesheim, Kreuzstraße 9 Lage                                     | 1937/38                | barockisierender Saalbau, 1937/38, Architekt Otto Schönhagen, Koblenz | weitere Bilder Fotos hochladen |
| Pfarrhäuser         | Waldalgesheim, Neustraße 1 und 2 Lage                                 | 1841                   | zwei spätklassizistische Pfarrhäuser, 1841; Nr. 1 mit Laube, um 1900 | Fotos hochladen                |
| Wegweiser           | Waldalgesheim, südlich des Ortes an der K 5; Flur Am Wingertsweg Lage | um 1850                | Obelisk, um 1850 | Fotos hochladen                |
| Wohnhaus            | Genheim, Bergstraße 9 Lage                                            | frühes 18. Jahrhundert | barockes Fachwerkhaus, teilweise massiv, wohl aus dem frühen 18. Jahrhundert | Fotos hochladen                |
| Alte Schule         | Genheim, Bergstraße 11 Lage                                           | 1825                   | ehemaliges Schulhaus, jetzt Dorfgemeinschaftshaus; spätklassizistischer Putzbau, 1825; ortsbildprägend                                                                                          | Fotos hochladen                |
| Kriegerdenkmal      | Genheim, Binger Straße, auf dem Friedhof Lage                         | um 1930                | monumentales Kriegerdenkmal 1914/18, um 1930 | Fotos hochladen                |
| Evangelische Kirche | Genheim, Binger Straße 2 Lage                                         | 1868–71                | neugotischer Bruchsteinsaal, 1868–71, Architekt Carl Conradi, Bad Kreuznach; orts- und landschaftsbildprägend                                                                                   | weitere Bilder Fotos hochladen |